# Estenio Meza Castillo
Luis Estenio Mesa Castillo (Illapel, 4 de marzo de 1914 - Santiago, 16 de junio de 1993). fue un carpintero, artesano y político Socialista chileno. Hijo de Luis Alberto Mesa Mesa y de Rosa Elvira Castillo. Casado en San Bernardo con Sara Magdalena Otárola Canales (1942).
Estudió en el Liceo de Illapel, en la Escuela Técnica y Escuela de Artesanos de la misma ciudad. Se especializó en carpintería como artesano ebanista. 
Se desempeñó como propietario de una mueblería en Illapel. Fue además funcionario del Departamento Técnico de Propiedad de la Caja de Retiro y Previsión Social de la Empresa de los Ferrocarriles del Estado.

## Actividad política
Militante del Partido Socialista desde 1940. Fue dirigente de la Juventud Socialista. Miembro del Comité Central de la colectividad. Dirigente del Sindicato de la Construcción y Director de la Confederación de Trabajadores de Chile. 
Regidor de la Municipalidad de Illapel en 1938. 
Diputado por la 4ª agrupación departamental de La Serena, Coquimbo, Elqui, Ovalle, Combarbalá e Illapel (1941-1945 y 1945-1949). En estos dos períodos integró las comisiones de Constitución, Legislación y Justicia, la de Agricultura y Colonización y la de Economía y Comercio.
En la década del 50 fue importante dirigente del partido. Sufrió la persecución durante el régimen militar de 1973. Salió al exilio en Europa y México (1977). Retornó en 1988.